# Fayaoué

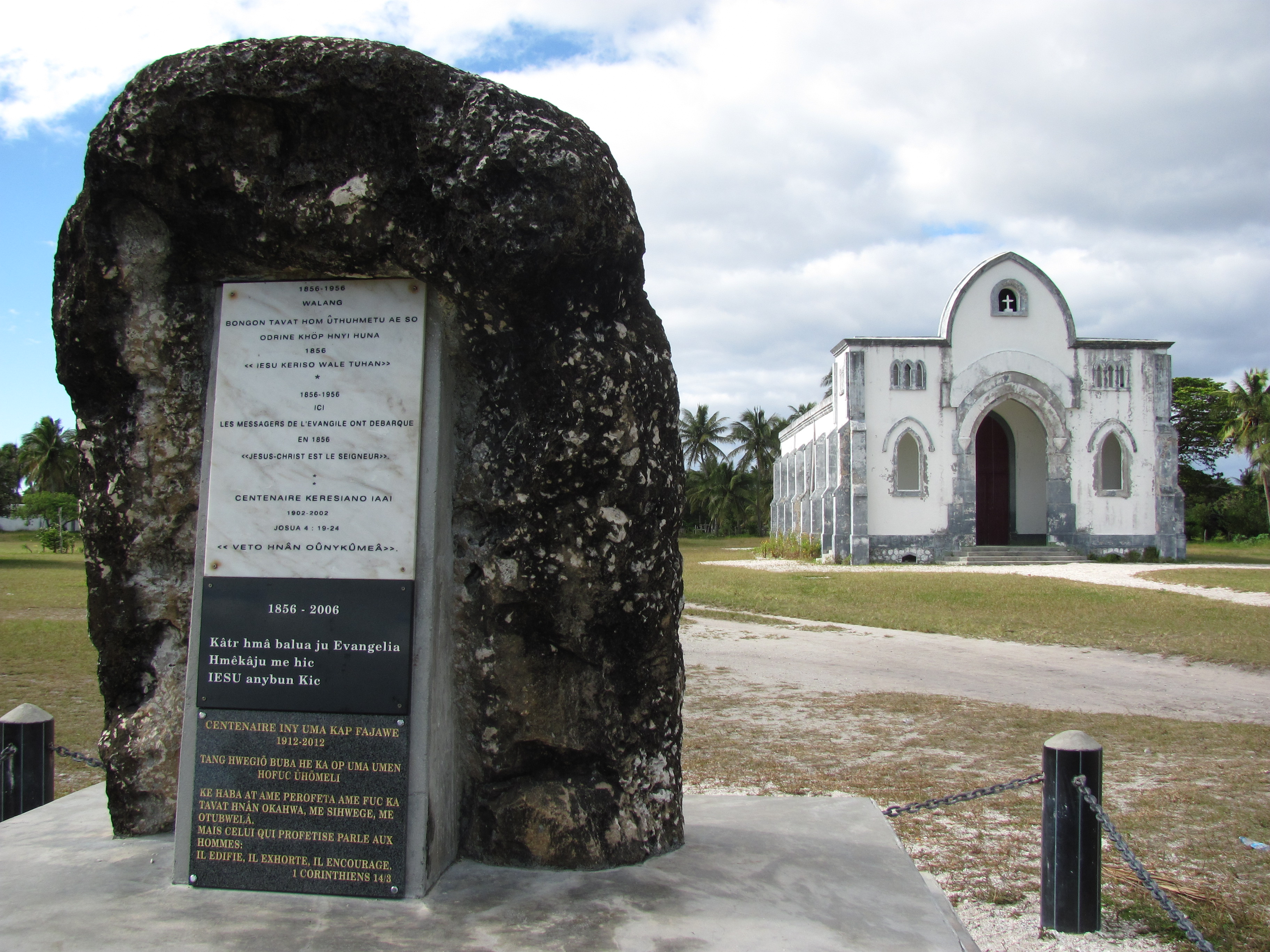
Temple protestant à Fayaoué.

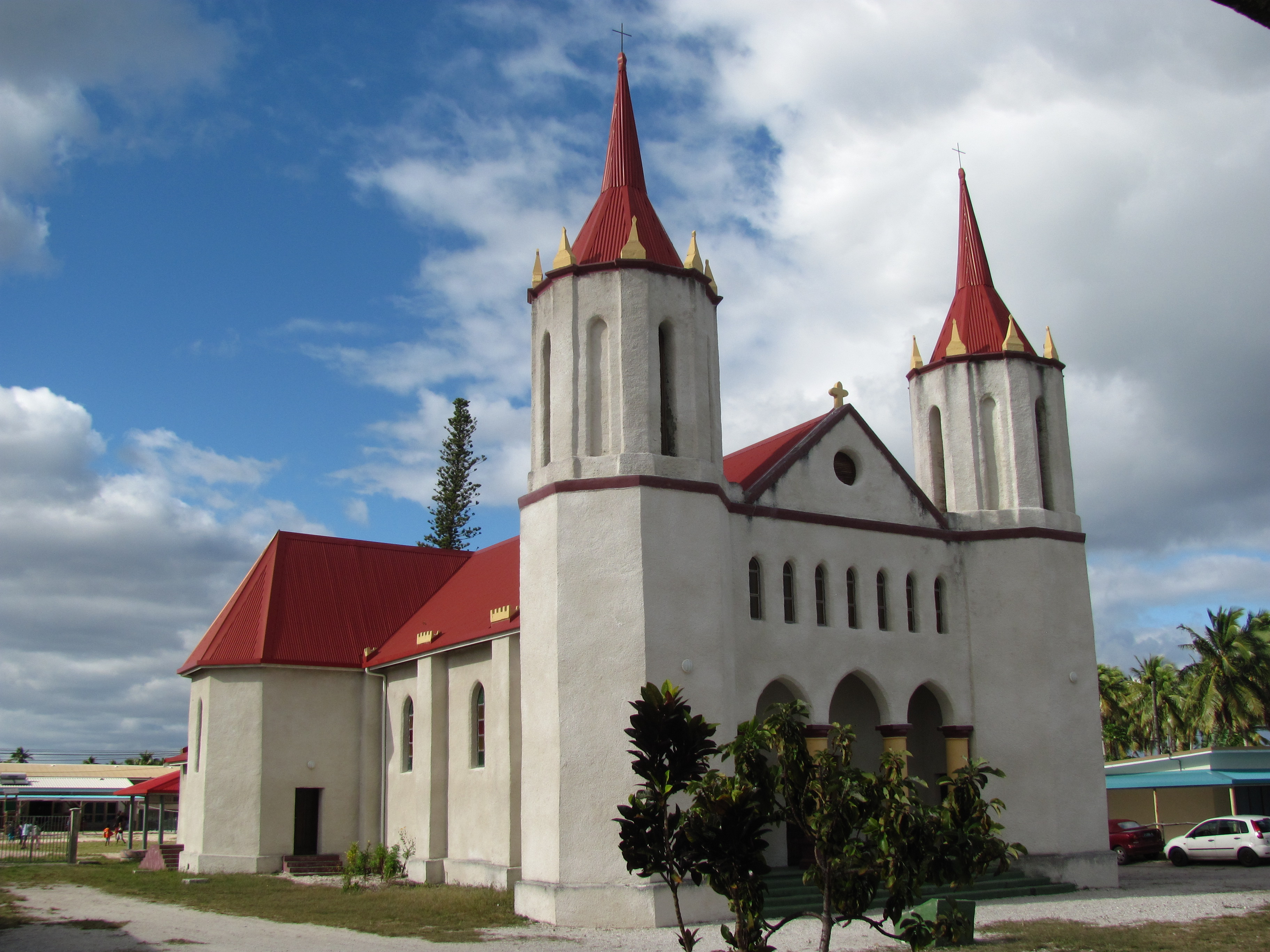
Église catholique (1903) à Fayaoué.

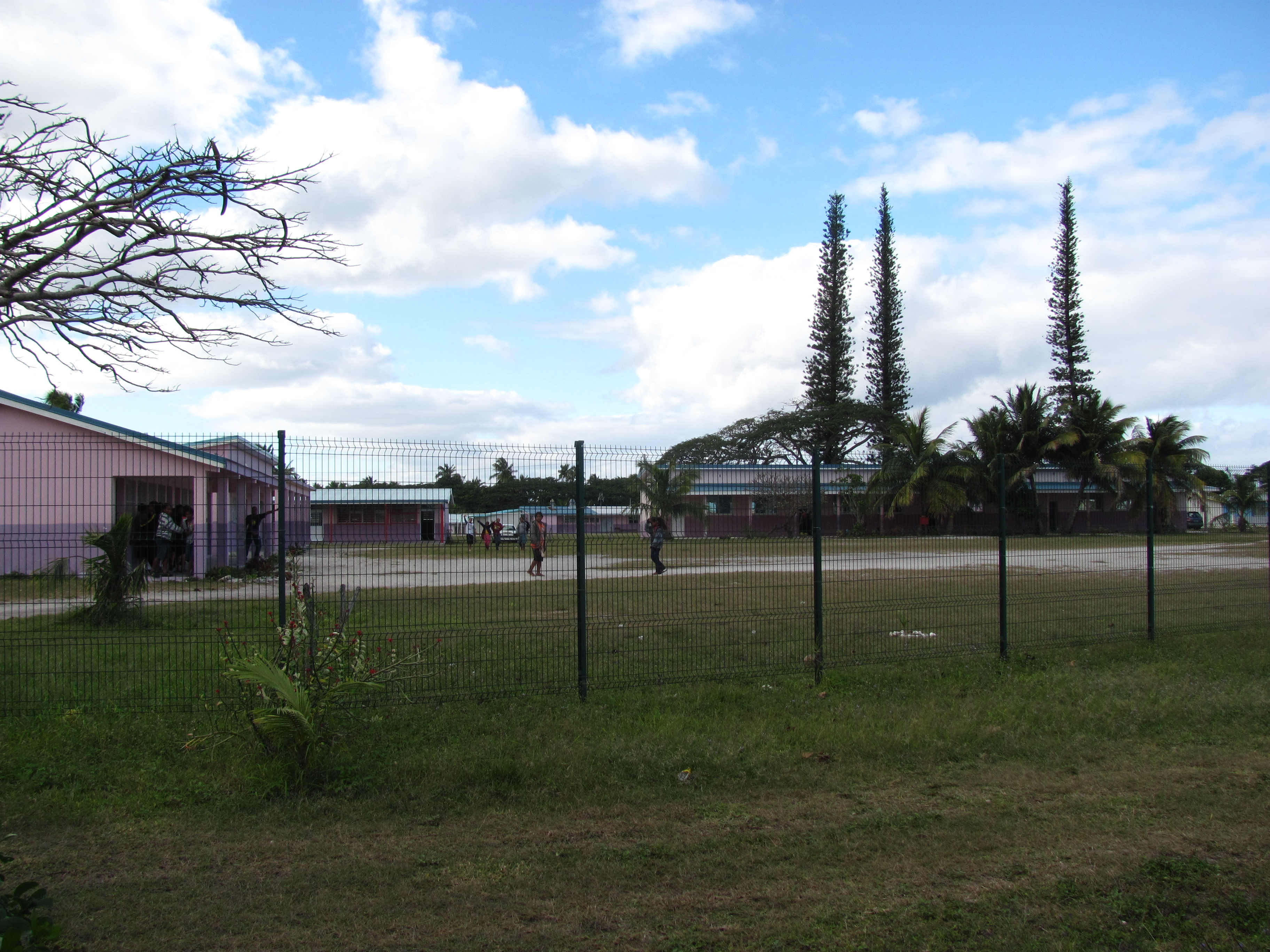
L'école de Fayaoué.

Fayaoué est une tribu et le chef-lieu de la commune insulaire d'Ouvéa, située au nord-est de la Grande-Terre de la Nouvelle-Calédonie. Elle est sur la côte ouest de l'île.

## Organisation coutumière
Elle donne son nom au district coutumier dont elle est la grande-chefferie. Son chef, Cyrille Wénéguéi, est ainsi également le grand-chef de ce district.

## Démographie
En 2019, Fayaoué compte 92 habitants ainsi que 409 membres de la tribu qui n'y résident pas.

## Économie
L'économie locale est exclusivement rurale, dominée par de l'agriculture, de l'élevage et de la pêche traditionnels et vivriers. La tribu comporte également un gîte tribal.

## Services et équipements
Fayaoué est le chef-lieu d'Ouvéa, bien que n'abritant pas la mairie (installée dans la tribu de Wadrilla). S'y trouve l'unique bureau de poste de l'île ainsi que la gendarmerie (connue pour avoir été le lieu de départ de la prise d'otages d'Ouvéa en 1988). Une des quatre stations-services de la commune y est présente. La tribu accueille trois écoles primaires, dont une publique (la seule, avec toutefois deux classes annexes de maternelle dans les tribus de Wakat et de Wadrilla) et deux privées catholiques (la maternelle de Saint-Paul et l'école primaire de Saint-Michel).
Un temple protestant calviniste de l'Église protestante de Kanaky Nouvelle-Calédonie ainsi qu'une église paroissiale catholique (l'église Saint-Michel) sont situés à Fayaoué.
24 ménages sur 25 étaient équipés en 1996 de l'eau courante (obtenue essentiellement grâce à une usine de dessalement) et étaient raccordés au réseau général d'électricité. Il n'y avait que 10 baignoires ou douches, 7 WC et autant d'automobiles.